# Prolophota acutiangulalis
Prolophota acutiangulalis là một loài bướm đêm trong họ Erebidae.